# دستور زبان ساختار عبارت
اصطلاح دستور زبان ساختارِ عبارت (به انگلیسی: Phrase structure grammar)، که اولین بار توسط نوام چامسکی معرفی شد، به همان دستور زبان سیستم‌های کانونی پست اشاره دارد، که قبل از او توسط امیل پست و اکسل تووه مطالعه شده بودند. اما بعضی از نویسندگان، این اصلاح را برای گرامرهای محدودتر در سلسله‌مراتب چامسکی تخصیص داده‌اند: دستور زبان حساس به متن یا دستور زبان مستقل از متن.
دستورزبان ساختار عبارتی، به صورت عمومی تر به عنوان «دستورزبان شامل‌بودن» شناخته می‌شوند. ویژگی معرف برای دستورزبان ساختار عبارت، تبعیت آن از رابطه «شامل‌بودن» است. این مفهوم در مقابل رابطه وابستگی در گرامرهای وابستگی قرار دارد.

## رابطه شامل‌بودن
در زبان‌شناسی دستور زبان‌های ساختار عبارت دستور زبان‌هایی می‌باشند که مبتنی بر رابطه شامل‌بودن هستند، و این در مقابل رابطه وابستگی در دستور زبان‌های وابستگی است؛ از این رو، دستور زبان‌های ساختار عبارتی، به عنوان «دستور زبان‌های شامل‌بودن» نیز شناخته می‌شوند.
رابطه شامل‌بودن از تقسیم نهاد-گزاره در گرامرهای لاتین و یونانی گرفته شده‌اند، که مبتنی بر منطق عبارت اند، و منشا مفهوم آن به ارسطو در باستان برمی‌گردد. در اینجا، ساختار ابتدایی جمله‌واره به صورت تقسیم دودویی جمله‌واره به نهاد (گروه اسمی NP) و گزاره (گروه فعلی VP) فهمیده می‌شود.
تفسیم‌بندی دودویی یک جمله‌واره به یک نگاشت «یک به یک یا بیشتر» منجر می‌شود. برای هر عنصر موجود در جمله، یک یا بیشتر گره در ساختار درختی یه دست آمده وجود دارد.
ویژگی اساسی که در همه این چارچوب‌های ذکر شده در زیر وجود دارد، آن است که آن‌ها ساختار جمله را به صورت «رابطه شامل‌بودن» می‌بینند.
دستور زبان‌های شامل‌بودن که در زیر ذکر شدند، همه ساختار جمله را به صورت یک نگاشت «یک به یک یا بیشتر» می‌بینند.

### مثال
یک جمله دو واژه‌ای مثل «کامران خندید» به صورت لزوم سه (یا بیشتر) گره در ساختار نحوی را در پیامد دارد:
- یکی برای «کامران»: نهاد NP
- یکی برای فعل «خندید»: گزاره VP
- یکی برای کل آن‌ها «کامران خندید»: جمله S

### انواع دستورزبان ساختار عبارت (شامل‌بودن)
بیشتر نظریه‌های مرتبط با تجزیه زبان طبیعی نوعی دستور زبان شامل‌بودن به شمار می‌آیند، و بیشتر آن‌ها از کارهای چامسکی ساخته شده‌اند، که شامل:
- نظریه حاکمیت و مرجع‌گزینی
- دستور زبان تعمیم‌یافته ساختار عبارت
- دستور ساخت گروهی هسته‌بنیاد
- دستورزبان واژه‌ تابعی
- برنامه کمینه‌گرا
- نحو بسیار ریر

چارچوب‌ها و صوری‌سازی های دیگری نیز هستند که «مبتنی بر شامل‌بودن» به شمار می‌روند، اگر چه آنها گسترشی از کار چامسکی نیستند، مثلا
- دستور زبان قوس جفتی
- دستور زبان رده‌ای

## رابطه وابستگی
رابطه وابستگی یک نگاشت یک-به-یک است: برای هر عنصر (واژه یا تکواژ) در یک جمله، فقط یک گره در ساختار نحوی وجود دارد. این تفاوت با رابطه شامل‌بودن یک نوع تفاوت در «نظریه گراف» است. رابطه وابستگی تعداد گره ها در ساختار نحوی یک جمله را به تعداد دقیق واحدهای نحوی (معمولا واژه) که آن جمله دارد، محدود‌سازی می‌کند. که این دیدگاه یک مسیر به رابطه وابستگی باز می‌کند.

### تاریخچه
در زمان گوتلوب فرگه یک فهم محاسباتی از منطق جمله بروز کرد. فرگه تقسیم‌بندی دودویی جمله را رد کرد و آن را با فهم منطق جمله به صورت گزاره‌های منطقی و شناسه‌های آن‌ها جایگزین کرد. در این مفهوم‌سازی جایگزین برای منطق جمله، تقسیم‌بندی دودویی جمله‌واره به نهاد و کزاره ممکن نیست.
رابطه وابستگی در حالت‌هایی در گرامرهای سنتی بسیار پیش‌تر از نظریه فرگه وجود داشته‌است. رابطه وابستگی اولین بار توسط لوسی‌ین تنی‌یر به صورت مشخص پذیرفته شد و به عنوان مبنایی برای نظریه جامع نحو و دستورزبان در کتاب منتشر شده بعد از مرگ او به نام عناصر نحو ساختاری (Éléments de syntaxe structurale) توسعه پیدا کرد.

### مثال
جمله دو واژه‌ای «کامران خندید» تنها دو گره نحوی در پیامد دارد،
- یکی برای «کامران»
- یکی برای «خندید»

### انواع دستور زبان وابستگی
بعضی از دستور زبان‌های وابستگی برجسته در زیر فهرست شده‌است:
- نحو رده‌ای بازگشتی که گاهی نحو جبری نامیده می‌شود.
- توضیح مولد تابعی
- لکسی‌کیس
- دستورزبان پیوندی
- نظریه معنی متن
- دستور زبان عملگری
- دستور زبان واژه

از آنجا که این گرامرها همه بر اساس رابطه وابستگی اند، از روی معنی داده شده به آن‌ها دیگر دستورزبان ساختار عبارت نیستند.

## تفاوت «رابطه شامل‌بودن» با «رابطه وابستگی»
در رابطه وابستگی برای هر عنصر جمله «فقط» یک گره دستوری وجود دارد درحالیکه در رابطه شامل‌بودن می تواند یک یا بیشتر گره دستوری وجود داشته باشد. این تفاوت در شکل زیر ارائه شده‌است:

## دستور زبان‌های غیر توصیفی
گرامرهای دیگری وجود دارند که از تلاش برای گروه‌بندی واحدهای نحوی به خوشه‌ها (گروه‌ها) درحالتی که امکان رده بندی در قالب تمایز «شامل‌بودن در برابر وابستگی» جلوگیری کرده‌اند. بر این اساس، این چارچوب‌های دستورزبانی به صورت قطعی در یک قسمت از خط تمایز قرار نمی‌گیرند:
- دستور زبان ساختی

- دستور زبان شناختی